# Naturschutzgebiet Stubach-Tal
Das Naturschutzgebiet Stubach-Tal ist ein 1,72 ha großes Naturschutzgebiet (NSG) in der Gemeinde Kierspe im Märkischen Kreis in Nordrhein-Westfalen. Das NSG wurde 2003 vom Kreistag des Märkischen Kreises mit dem Landschaftsplan Nr. 7 Kierspe ausgewiesen.

## Gebietsbeschreibung
Bei dem NSG handelt es sich um die grünlandgeprägte Quellmulde Stubaches. Im Grünland befinden sich Feucht- und Nassgrünland. Auf den Hanglagen treten
Magergrünlandbereiche trockener Ausprägung hinzu. Im Westen des Gebietes befinden sich mehrere Artenschutzgewässer, die von Roterlen überwachsen sind.

## Schutzzweck
Das Naturschutzgebiet wurde zur Erhaltung und Entwicklung eines Bachtals mit Aue und als Lebensraum gefährdeter Tier- und Pflanzenarten ausgewiesen. Wie bei anderen Naturschutzgebieten in Deutschland wurde in der Schutzausweisung darauf hingewiesen, dass das Gebiet „wegen der landschaftlichen Schönheit und Einzigartigkeit“ zum Naturschutzgebiet wurde.